# Campeonato Pan-Americano de Clubes de Hóquei em Patins de 2017
O Campeonato Pan-Americano de Clubes de Hóquei em Patins foi sediado em Recife, Brasil, e decorreu entre os dias 25 e 28 de novembro de 2017. Teve como equipe vencedora o Concepción Patín Club, que sagrou-se campeão pela sexta vez na sua história. Esta edição não foi oficial.

## Meia-Final
| 27 Novembro | Sport Recife | 0 - 4 | Concepción PC | Recife |
|             |              |       |               |        |

| 27 Novembro | Centro Valenciano | 3 - 2 | Banco Hispano | Recife |
|             |                   |       |               |        |

## 3º/4º
| 28 Novembro | Sport Recife | 4 - 2 | Banco Hispano | Recife |
|             |              |       |               |        |

## Final
| 28 Novembro | Centro Valenciano | 4 - 8 | Concepción PC | Recife |
|             |                   |       |               |        |

| CAMPEÃO Pan-Americano de Clubes Hóquei em Patins de 2017 |
| -------------------------------------------------------- |
| Concepción Patín Club Sexto Titulo                       |

## Classificação Final
| Pos. | País                    |
| ---- | ----------------------- |
| 1.   | Concepción Patín Club   |
| 2.   | Centro Valenciano       |
| 3.   | Sport Recife            |
| 4.   | Banco Hispano           |
| 5.   | Portuguesa de Desportos |
| 6.   | Português Recife        |
| 7.   | Falcon Bufalos          |